# Epigrafia

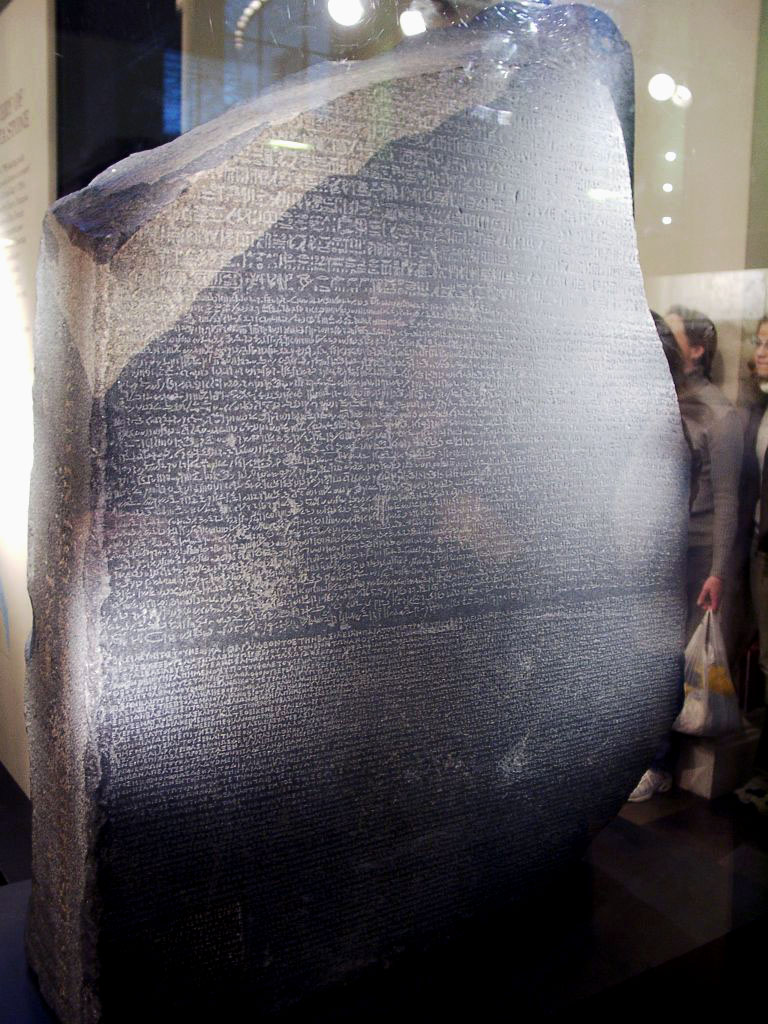
La Stele di Rosetta nel British Museum

Il termine epigrafia (dal greco έπί – γράφειν = epìgráphein, latino in-scribere, scrivere su) genericamente si riferisce «...all'ambito della pratica della scrittura, in senso più specifico definisce la scienza di ciò che è scritto su materiale di supporto duro e, in quanto tale, potenzialmente durevole nel tempo».
In chiave moderna è la scienza «che si occupa di ciò che è scritto con l'intenzione di comunicare un messaggio o qualche semplice elemento informativo a un pubblico teoricamente il più vasto possibile e per il maggior tempo possibile».
Il termine epigrafe è calco colto del Rinascimento, mentre epigrafia ed epigrafista sono stati usati solo a partire dall'Ottocento. In epoca romana invece le iscrizioni pubbliche venivano chiamate semplicemente tituli. Esistono tante epigrafie quanti tipi di alfabeto; ad esempio si hanno, un'epigrafia greca, un'epigrafia ebraica, una etrusca, una osca, una araba, una cinese, una latina, una semitica, ecc.
Le diverse discipline epigrafiche sono distinguibili in base alla lingua in cui le iscrizioni sono iscritte, ma questo rende difficile classificare le iscrizioni multilingue per esempio. L'articolazione in base a diversi periodi storici, sorpassando il problema della lingua di scrittura e dell'alfabeto utilizzato, permette anche l'avvicinamento delle varie epigrafie alle discipline storiche che fanno uso delle ricerche propriamente epigrafiche. 
Una possibile distinʐione è quella tra chi ritiene l'epigrafia una disciplina sussidiaria della storia, e chi invece la ritiene una disciplina indipendente.

## Storia dell'epigrafia

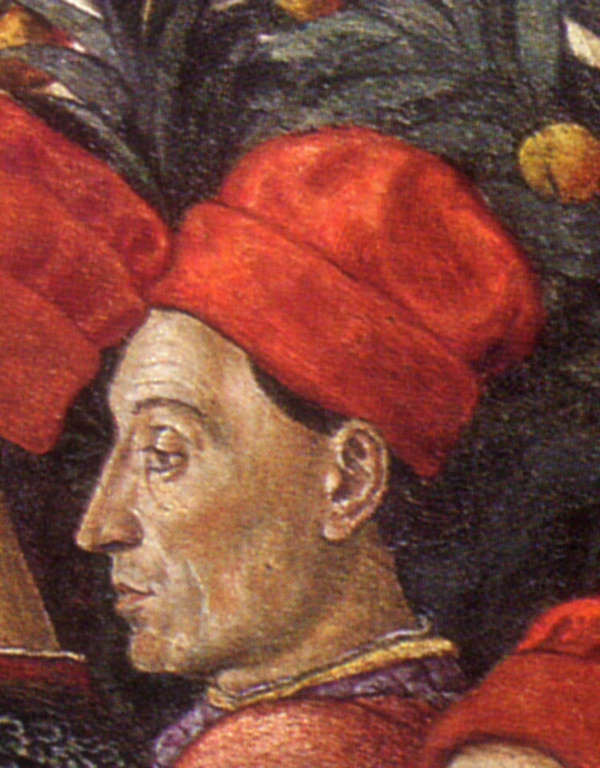
Ciriaco d'Ancona, pioniere dell'epigrafia greca e romana

L'epigrafia ha una lunga storia, che si può far risalire, come interesse nei documenti iscritti, per lo meno a Teopompo di Chio, il quale si serviva di documentazione epigrafica e ci riporta una notizia importantissima per l'epigrafia greca, rispetto alla decisione di utilizzare l'alfabeto milesio.
Un pioniere dell'epigrafia greca e romana fu Ciriaco d'Ancona, vissuto tra il XIV e il XV secolo, in pieno umanesimo: come un moderno, tentava di interpretare le epigrafi presenti sugli antichi monumenti consultando le opere dei classici, che ricercava con assiduità nelle biblioteche. È noto che durante le sue ricerche archeologiche in Grecia, aveva sempre con sé i testi di Strabone, i quali, tra l'altro, contribuì a diffondere, copiandone i codici scoperti durante i suoi viaggi. Nel 1447, nella città di Mistrà, ad esempio, aveva copiato un codice di Strabone appartenuto a Gemisto Pletone. L'epigrafia greca e l'epigrafia latina devono molto all'anconitano. Theodor Mommsen lo considerava il fondatore dell'epigrafia, e Giovanni Battista de Rossi, il noto archeologo ottocentesco, disse che l'attività di Ciriaco nel copiare le iscrizioni antiche era compiuta con un'accuratezza tale da essere
(Giovanni Battista de Rossi)
Secondo l'epigrafista e archeologo genovese Luigi Bruzza, contemporaneo nonché amico del De Rossi, l'epigrafia consentiva di ricostruire il passato in maniera rigorosa e scientifica, e quindi di sopperire alle lacune della storiografia.
Del periodo dell'umanesimo si deve ricordare anche Georg Fabricius (1516–1571); fu un notevole rappresentante dell'umanesimo tedesco dopo la Riforma. Ha curato una prima breve selezione di iscrizioni romane, con particolare attenzione ai testi giuridici. Questo è stato un momento chiave nella storia dell'epigrafia classica: per la prima volta in stampa si sosteneva esplicitamente il valore di tali reperti archeologici per la giurisprudenza.

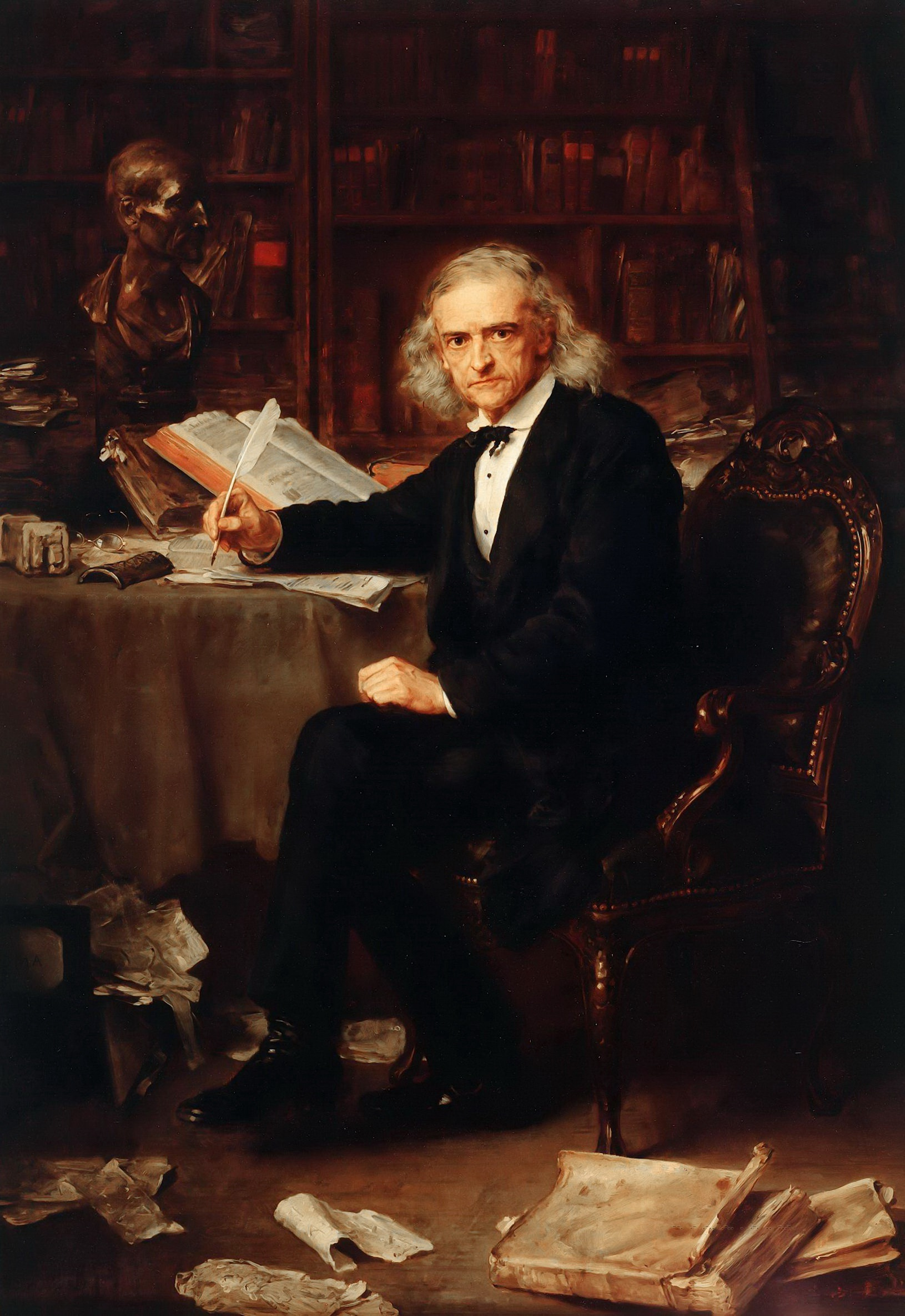
Theodor Mommsen, Premio Nobel per la letteratura nel 1902

Come disciplina scientifica l'epigrafia, come altre scienze, ha le sue origini nel XIX secolo.
Il più noto studioso moderno di epigrafia fu Theodor Mommsen (1817–1903), generalmente considerato il più grande classicista del XIX secolo. Il suo studio della storia romana è ancora di importanza fondamentale nella ricerca contemporanea. Dal punto di vista epigrafico, il suo lavoro più rilevante è forse il Corpus Inscriptionum Latinarum, una collezione di iscrizioni romane alla cui raccolta contribuì l'Accademia delle Scienze di Berlino.
Altri noti epigrafisti moderni sono stati:
- August Wilhelm Zumpt (1815–1877);
- Giovanni Battista de Rossi, che collaborò con il Mommsen nella compilazione del Corpus Inscriptionum Latinarum;
- Luigi Bruzza (1813-1883), che collaborò col De Rossi e per la sua opera più importante (Iscrizioni Antiche Vercellesi) venne lodato dal Mommsen e dall'Henzen[11];
- Emil Hübner (1834–1901);
- Franz Cumont (1868–1947);
- Louis Robert (1904–1985).
- Margherita Guarducci (1902-1999), che nel 1950 pubblicò il risultato di venti anni di ricerche, le Inscriptiones Creticæ, una vera e propria silloge dell'epigrafia, dell'archeologia e della topografia delle città cretesi. In quest'opera, la studiosa affronta lo studio della Grande Iscrizione di Gortyna[12];
- Géza Alföldy (1935-2011).

L'epigrafia greca e l'epigrafia latina si sono presto definite come discipline indipendenti nello studio dell'antichità, sviluppando una loro tradizione, lunga e articolata rispetto ad altre epigrafie, come quella persiana, etrusca, egiziana, araba, punica, ecc. anche per la quantità di materiale disponibile.
Ogni epigrafia ha una sua storia. In diversi casi, questa si articola attorno alle varie grandi edizioni di corpora di testi.
La storia della metodologia di studio è ora articolabile in due parti, l'epigrafia tradizionale e l'epigrafia digitale (in larga parte legata al consorzio EpiDoc), che tuttavia condividono i punti basilari, e gli interessi:
- La descrizione di testo e supporto;
- L'edizione del testo secondo standard e convenzioni[13];
- La classificazione tramite tipologie di tipi e funzioni dei testi, tipi di oggetto, tipi di scrittura;
- L'importanza dell'autopsia (senza possibilità di rivedere la pietra, una nuova lettura non è accettabile);
- La contestualizzazione: nell'editare un nuovo testo o ripubblicarne uno già noto, è dovere dell'epigrafista inserirlo almeno in un contesto, sia esso quello regionale, o un contesto tipologico.

Nuove metodologie vengono applicate al giorno d'oggi, come scansioni 3D, diversi tipi di fotografia o Morphological Residual Model.

## Oggetto e finalità dell'epigrafia

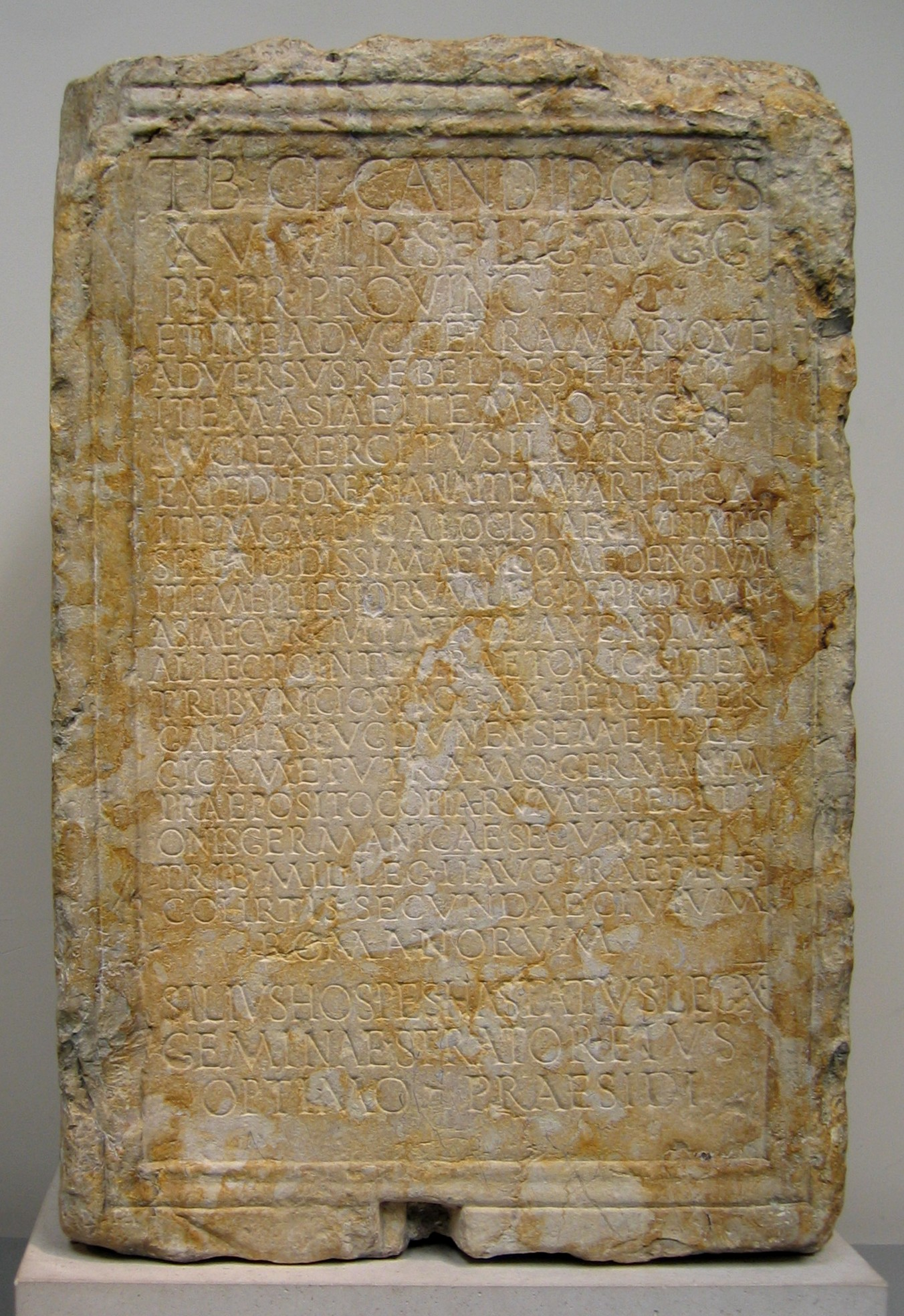
Epigrafe latina CIL II 4114 (British Museum)

L'epigrafia ha come scopo principale quello di studiare le epigrafi, vale a dire quelle iscrizioni realizzate, generalmente ma non necessariamente, su un materiale poco corruttibile (i supporti scrittorî di cui le iscrizioni si valgono sono i più vari), a fini di documentazione pubblica e durevole nel tempo.
In relazione all'epigrafe essa cerca, in particolare, di capire e interpretare il testo riprodotto sulla stessa; di individuare il tempo in cui è stata scritta; di capire dove è stata scritta; di capire il modo in cui è stata scritta; di capire chi ha eseguito la testimonianza; di capire i motivi per i quali è stata scritta quella testimonianza.
Queste sono le prime informazioni che ogni epigrafista cerca di scoprire da ogni singola iscrizione, ma gli ambiti di interesse possono essere molteplici.
Il dominio dell'epigrafia è vasto e contestualizza diversi ambiti storico archeologici: ad es. le lapidi (lastre generalmente di marmo poste su un monumento o sulla facciata di una costruzione, recanti un testo commemorativo), i sepolcri, le pitture murali, i manufatti di uso comune (anfore, vasellame, corredi da cucina, ecc.), i laterizi, le armi e altri oggetti antichi.
Sono estranei al dominio dell'epigrafia le monete e i sigilli, di cui si occupano rispettivamente gli esperti di numismatica e sfragistica (o sigillografia).
Si è detto che ogni tipo di epigrafia dovrebbe studiare generalmente tutte le testimonianze durevoli realizzate in uno specifico alfabeto. Tuttavia ci sono alcune scritture che hanno avuto una strutturazione disciplinare particolare. Prendiamo ad esempio le iscrizioni in scrittura latina, cioè scritte con l'alfabeto latino, di norma dovrebbero essere studiate tutte dall'epigrafia latina.
In realtà le iscrizioni di scrittura latina sono approfondite da diverse discipline epigrafiche, scandite dall'epoca storica in cui sono state prodotte. Generalmente distinguiamo: l'epigrafia latina, che studia le testimonianze epigrafiche realizzate in scrittura latina prodotte tra il VII secolo a.C. e il III secolo d.C.; l'epigrafia tardo antica, che studia le testimonianze epigrafiche in scrittura latina tra il III secolo d.C. e il VII secolo d.C.; l'epigrafia medievale, che studia le testimonianze epigrafiche in scrittura latina prodotti in epoca medievale a partire dal VII secolo; l'epigrafia moderna, che studia le testimonianze epigrafiche prodotte in epoca moderna.
I limiti cronologici sono comunque molto labili e talvolta le varie discipline possono sconfinare nelle altre epoche. Ad esempio l'epigrafia latina arriva a studiare le iscrizioni fino al VI secolo d.C., mentre l'epigrafia medievale può arrivare talvolta fino al XVI-XVII secolo.

## Raccolte di iscrizioni eCorpora

### Epigrafia in scrittura etrusca
- Corpus Inscriptionum Etruscarum (CIE), AA.VV., 1863-...

### Epigrafia in scrittura greca
- Corpus Inscriptionum Graecarum (CIG), Böckh A. e Niebhur B.G., 1825-1859
- Inscriptiones Graecae (IG), 1873-...

### Epigrafia in scrittura latina
- Corpus Inscriptionum Latinarum (CIL), AA.VV., 1863-...
- Carmina Latina Epigraphica (CLE)
- Inscriptiones Latinae Selectae (ILS)
- L'Année épigraphique (AE)
- Inscriptiones Regni Neapolitani Latinae (IRNL)
- Inscriptiones Italiae (II)
- Die Deutschen Inschriften, 1942-... (63 volumi pubblicati al 2005).
- Inscriptiones Christianae Urbis Romae septimo saeculo antiquiores (ICUR)
- Inscriptiones Christianae Italiae seprimo saeculo antiquiores (ICI)
- Inscriptiones Latinae Christianae Veteres (ILCV)
- Corpus des inscriptions de la France médiévale
- Inscriptiones Medii Aevi Italiae (saecula VI-XII) (IMAI)
- Iscrizioni Antiche Vercellesi

### Epigrafia in scrittura semitica
- Corpus Inscriptionum Semiticarum (CIS), Parigi, Imprimerie Nationale, 1862-1962.
- Corpus inscriptionum Semiticarum. Pars II: Inscriptions araméennes, Parigi, 1889.
- Corpus inscriptionum Semiticarum. Ab Academia Inscriptionum et Litterarum humanorum conditura atque digestum, Pars secunda. Tomus I: Inscriptiones aramaicas continens, Fasciculus secundus, Parigi, 1893.
- Corpus inscriptionum Semiticarum. Pars secunda. Tomus I: Inscriptiones aramaicas continens, Fasciculus tertius, Parigi, 1902.
- Corpus inscriptionum Semiticarum. Pars secunda. Tomus III: Inscriptiones palmyrenae, J.-B. Chabot (ed.) Fasciculus primus, Parigi, 1926.
- Corpus inscriptionum Semiticarum. Pars secunda. Tomus III: Inscriptiones palmyrenae, Fasciculus secundus, Parigi, 1947.
- Corpus inscriptionum Semiticarum. Pars quarta: Inscriptiones Ḥimyariticas et sabaeas continens, Parisiis, E reipublicae Typographaeo, 1889.
- Corpus inscriptionum Semiticarum, Pars quinta, Inscriptiones saracenicas continens, Tomus I, fasciculus 1: Inscriptiones safaiticae, Parigi, 1951

### Altro
- H. Müller, Epigraphische Denkmäler aus Arabien, Vienna, 1899.

## Epigrafia e intelligenza artificiale
L'utilizzo nell'ambito dell'epigrafia dell'intelligenza artificiale è utile per aiutare a capire meglio le iscrizioni latine antiche. L’uso di strumenti automatici permette di ricostruire, leggere, datare e contestualizzare testi spesso rotti o consumati dal tempo.
Aeneas è un modello di intelligenza artificiale sviluppato da Google DeepMind per aiutare gli storici a restaurare, datare e contestualizzare iscrizioni latine frammentarie attraverso l’analisi combinata di testo e immagini.; In parallelo ad Aeneas, ci sono altri esperimenti che cercano di decifrare sistemi ancora sconosciuti come la scrittura cipro-minoica. In questi casi, l’IA analizza anche pochi dati per trovare possibili regole o ripetizioni. L’unione tra umanistica digitale e tecnoligia continua ad aumentare. I progetti come questo mostrano come la collaborazione tra studiosi e IA può aprire nuove strade per la ricerca storica e linguistica. Per gli esperti, è probabile che il futuro dell’epigrafia digitale sarà sempre più legato a queste innovazioni.

### Il progetto Aeneas
Un progetto molto importante in questo ambito è Aeneas, un modello creato da Google DeepMind insieme alle università di Nottingham, Warwick, Oxford e l’Università di Atene. Aeneas è stato presentato nel 2025 in uno studio sulla rivista Nature, con un articolo tecnico sul suo funzionamento. Aeneas aiuta studiosi e storici a ricostruire e interpretare testi epigrafici in latino. Il software è stato messo a disposizione di tutti i ricercattori in forma open source, ed è visibile online sulla piattaforma Predicting the Past, dove si trova anche Ithaca, il progetto simile ma dedicato al greco antico.
Aeneas è un tipo di IA che lavora su più livelli (immagini e testi insieme). È stato addestrato usando più di 176.000 iscrizioni latine, raccolte in un unico dataset chiamato Latin Epigraphic Dataset (LED), che unisce vari archivi epigrafici come EDR, EDH e EDCS-ELT.
Tra le cose che può fare:
- ricostruire frasi mancanti, anche se non si sa quanto lunghe fossero[18][19];
- dire da quale epoca viene un testo con una media di errore di 13 anni[17][18];
- indicare da quale provincia romana potrebbe provenire[18];
- trovare testi simili per parole, formula, o struttura[17][18][19];
- mostrare mappe che spiegano quali parti del testo ha analizzato di più[18].

Con questi strumenti, Aeneas costruisce una specie di “impronta storica” dei testi antichi, basandosi su frasi ripetute, modi di dire comuni, e collegamenti con altri documenti.
Durante un esperimento, 23 epigrafisti hanno lavorato con e senza Aeneas per ricostruire e datare testi. Si è visto che i risultati migliori arrivano quando l’IA e lo studioso collaborano, non quando lavorano separatamente. In 9 casi su 10, gli studiosi hanno detto che Aeneas è un buon punto di partenza per l’analisi. La funzione che trova somiglianze con altri testi è risultata sopratutto utile: ha aiutato a scoprire collegamenti che prima erano stati ignorati o non notati. Alcuni hanno detto che Aeneas ha cambiato totalmente il loro modo di leggere certe epigrafi. Tra i primi test importanti c'è stata la Res Gestae Divi Augusti. Aeneas ha mostrato due possibili datazioni diverse (una prima e una dopo la morte di Augusto), entrambe già discusse dagli storici. Il sistema ha anche trovato somiglianze con testi giuridici imperiali, confermando come certe frasi fossero usate anche in altri contesti.
Aeneas funziona bene con testi già presenti nel suo dataset, ma ci sono dubbi su quanto possa aiutare con iscrizioni nuove o poco conosciute. Il suo successo dipende tanto dalla quantità e qualità dei dati usati per addestrarlo. Secondo i suoi creatori, Aeneas potrebbe aiutare chi lavora in contesti con poche risorse, rendendo la ricerca scientifica più accessibile a tutti. Ma bisogna fare attenzione a non fidarsi ciecamente dei risultati, che potrebbero contenere errori o pregiudizzi storici.